# Santo Gangemi
Santo Rocco Gangemi (ur. 16 sierpnia 1961 w Mesynie) – włoski duchowny rzymskokatolicki, arcybiskup, nuncjusz apostolski w Salwadorze w latach 2018-2022, nuncjusz apostolski w Serbii od 2022.

## Życiorys
28 czerwca 1986 otrzymał święcenia kapłańskie i został inkardynowany do archidiecezji Messina-Lipari-Santa Lucia del Mela. W 1990 rozpoczął przygotowanie do służby dyplomatycznej na Papieskiej Akademii Kościelnej.
27 stycznia 2012 został mianowany nuncjuszem apostolskim na Wyspach Salomona oraz biskupem tytularnym Umbriatico. Sakry biskupiej 17 marca 2012 udzielił mu emerytowany sekretarz Stanu - kardynał Angelo Sodano. 24 marca 2012 został minowany nuncjuszem apostolskim w Papui-Nowej Gwinei.
6 listopada 2013 papież Franciszek mianował go nuncjuszem apostolskim w Gwinei. 5 lutego 2014 został równocześnie akredytowany nuncjuszem apostolskim w Mali.
2 maja 2018 został przeniesiony do nuncjatury apostolskiej w Salwadorze.
12 września 2022 papież Franciszek mianował go nuncjuszem apostolskim w Serbii.